# Відслонення крем'яних утворень (Кременець)
Відсло́нення крем'яни́х утво́рень — геологічна пам'ятка природи місцевого значення в Україні. Розташована у північно-східній околиці міста Кременець (Тернопільська область), в яру біля підніжжя Дівочих скель. 
Площа — 0,1 га. Оголошене об'єктом природно-заповідного фонду рішенням виконкому Тернопільської обласної ради від 26 грудня 1983 року № 496. Перебуває у віданні Кременецького житлово-комунального комбінату. 
Статус надано для збереження відслонення білої писальної крейди з крем'яними утвореннями восково-жовтого кольору, видовженої або зігнутої форми; поверхня деяких покрита поздовжніми ребрами завтовшки 2—3 мм, в інших — гладка, іноді на поверхні чітко виражені поперечні вузли. У поперечних розрізах видно поздовжній круглий темний стержень. Довжина добутих уламків 12—18 см, діаметр 3—5 см. За виглядом крем'яні утворення нагадують уламки коренів і стебел рослин. Мікроскопічні дослідження рослинної структури у зразках не виявили. 
Походження цих утворень не встановлено, ніде в інших місцях України їх не знаходили. Відслонення задерноване.